# 미국의 HIV/AIDS

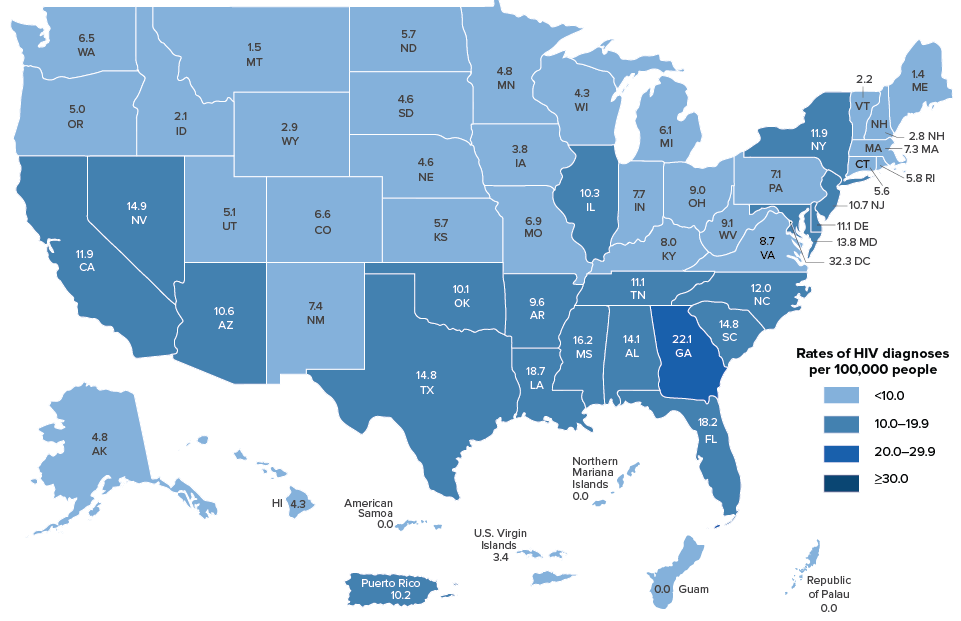
미국의 2017년 HIV 감염 비율

HIV/AIDS는 미국에서 1960년 초 뉴욕시에서 동성애 남성에게서 처음 발견되었으며, 다른 국가들과 마찬가지로 미국도 후천면역결핍증후군의 치료는 주로 항레트로바이러스 약물을 사용하고 예방은 사람들이 감염을 피하도록 돕는 교육 프로그램을 통해 이루어진다.
HIV 감염자가 생긴 이후 후천면역결핍증후군에 감염된 외국인은 미국에 체류할 수 없었으며, 이 때문에 후천면역결핍증후군로 인한 미국 사망자 수는 국내에서 질병이 발병한 초기부터 급격히 감소했다. 2016년 미국은 13세 이상의 110만 명이 HIV에 감염되었으며 그 중 14%는 자신의 감염 사실을 알지 못했다고 발표했다.

## 사망률과 유병률
2018년, HIV 전염병이 시작된 이후 미국에서 약 70십만명이 후천면역결핍증후군으로 사망했으며, 미국에서 매년 거의 13,000명이 에이즈로 사망했다. 하지만 기회 감염을 경계하여 줄이고 이전보다 나은 치료와 예방으로 사망률이 크게 감소했으며, 뉴욕시에서 후천면역결핍증후군에 감염된 사람들의 사망률은 2001년에서 2012년 사이에 62% 감소했다.

## 예방 및 치료
1980년 후천면역결핍증후군 감염자가 발생한 이후, 미국에는 감염을 완화하기 위한 다양한 대응책이 나왔다. 대응책에는 새로운 의학적인 치료, 여행 제한, 미국의 공공 보건 정책, 등이 포함되었었다.

### 치료

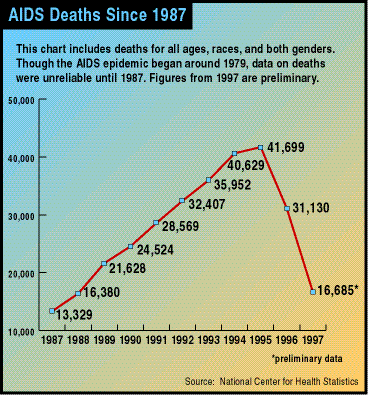
1987년~1997년 사이의 미국의 후천면역결핍증후군 사망자

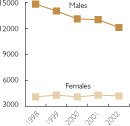
1998년~2002년 사이의 미국의 후천면역결핍증후군 사망자

미국에서는 항레트로바이러스제가 포함된 HIV 치료제의 도입으로 크게 앞서 나갔으며, 이 방법을 처음으로 사용한 데이비드 호는 1996년 뉴욕 타임즈의 타임 올해의 인물에 선정되었고, 이후 후천면역결핍증후군 사망자와 감염자는 급격히 감소하였다.

### 여행 제한
1987년에 미국 보건복지부(HHS)는 HIV를 "공중 보건에 중요한 전염성 질병" 목록에 포함시켰으며, 전염병에 양성 반응을 보인 사람은 미국 체류를 거부했다. 1993년에 미국 의회는 1993년 국립 보건원 활성화법(National Institutes of Health Revitalization Act)을 통과시켜 HIV를 "공중 건강상의 중요성"으로 규정하고, 이민자 및 외국인 방문자의 미국 체류를 거부하는 질병 중 HIV를 명시적으로 포함시켰다. HIV 금지 기간 동안 미국 시민권을 얻으려는 사람은 합법화 과정에서 건강 검진을 받아야 했었으며, 양성 판정을 받으면 미국 입국을 거부했다. 이 법은 외국인 여행자가 기내 수하물에 항레트로바이러스 약물을 소지한 혐의로 체포될 수 있는 약물을 포함하도록 확대되었는데, 유명한 예는 1989년에 미네소타로 가는 한 네덜란드인 여행자가 수하물에 항트로바이러스를 갖고 있다는 이유로 며칠동안 체포되었다.
이후 법으로 미국으로 HIV에 감염된 사람은 미국에 입국하지 못하게 되었고, 결국 미국은 HIV 양성인 사람들에게 임시 입국 면제를 제공하기 시작했다. 2004년 사무실 간 각서에 있는 것과 같이, HIV 양성인 외국인은 인도주의적, 공익상의 이유로 또는 "미국에서 개최되는 지정된 특정 국제 행사의 참석자"가 되는 경우 면제 대상이 될 수 있다.
2006년 12월 조지 W. 부시 미국 대통령은 HIV 양성인 사람들이 표준 비자로 미국에 입국할 수 있도록 허용하는 행정 명령을 발표할 것이라고 밝혔지만 요청자가 여전히 HIV 상태를 이야기를 해야 하는지 확실하지 않았지만, 이것은 조지 W. 부시 대통령 임기 내내 유효했다.
2007년 8월 캘리포니아의 바바라 리 의원은 H.R. 3337, 2007년 여행 및 이민에 대한 HIV 비차별법을 도입했는데, 이 법안은 여행자와 이민자가 HIV 감염 여부를 공개하지 않고도 미국에 입국할 수 있도록 허용했다. 하지만 이후 이 법안은 110차 의회가 끝날 때 제거되었다.
2009년 10월 30일 버락 오바마는 연방 자금을 통해 치료와 치료를 거의 50만 명으로 확대한 라이언 와이트 HIV/AIDS 법안을 재승인했고, 미국 보건 복지부(Department of Health and Human Services)는 2010년 1월 유효가 되는 HIV 여행 및 이민 금지를 없애는 규정을 만들었다. 2010년 1월 4일 미국 보건복지부와 질병통제예방센터는 HIV 감염을 일상적인 접촉, 공기, 음식이나 물 그리고 여행 비자 부여에서 고려해야 할 요소로 HIV 감염 여부를 제거하고, 미국 시민이 아닌 사람들의 입국을 막을 수 있는 질병 중에서 HIV 감염 여부를 제거했다.

### 공공 보건 정책

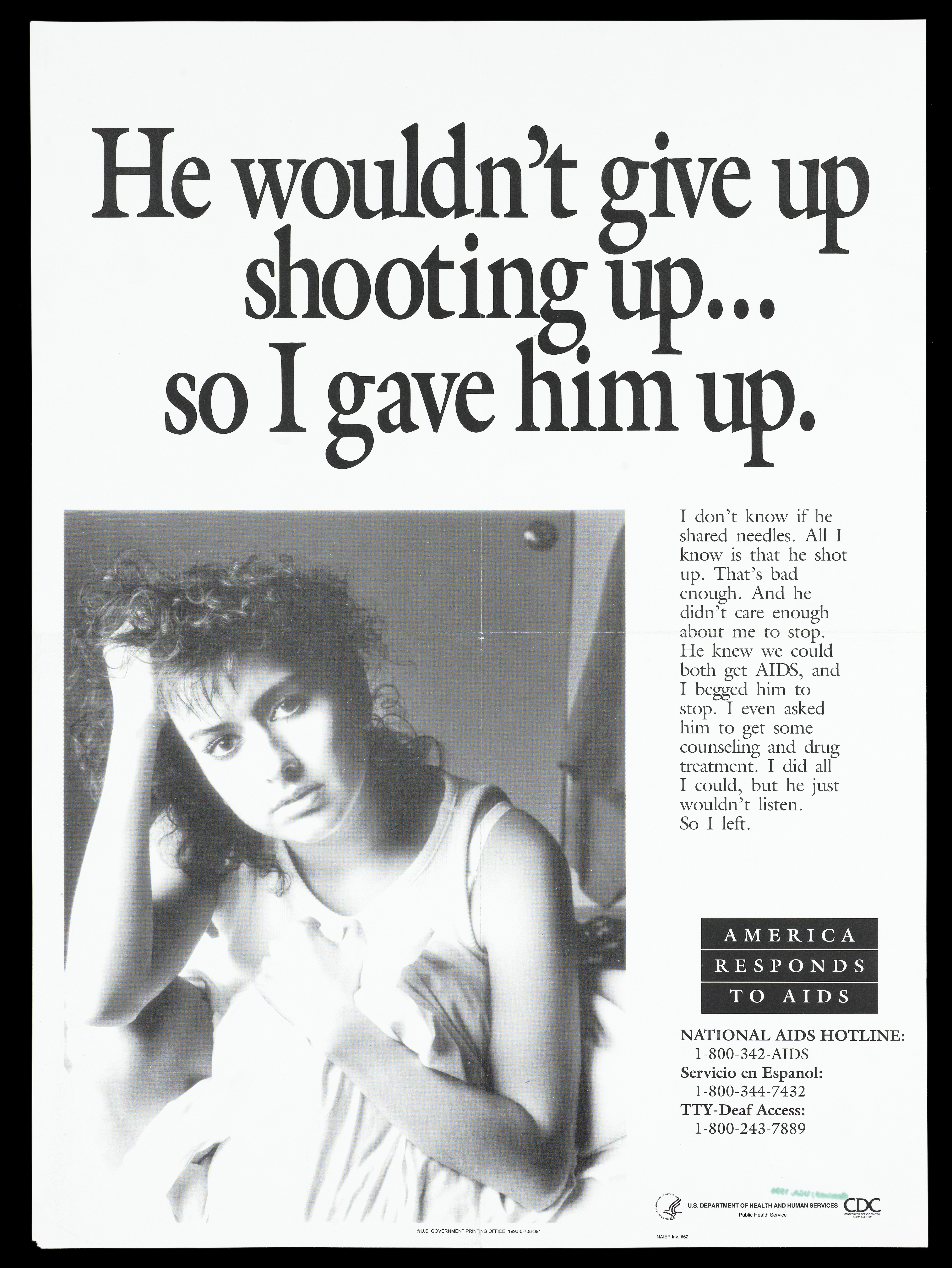
미국 보건부의 캠페인 "America responds to AIDS"의 포스터

HIV 전염이 시작된 이후로 여러 미국 대통령이 이 문제를 통제하기 위한 국가적 계획을 시행하려고 시도했고, 1987년 로널드 레이건 대통령은 HIV 전염병에 대한 대통령 위원회를 만들었으며, 이 위원회는 HIV 발병에 대응하기 위해 어떤 조치가 필요한지 조사하기 위해 모집되었다. 이 위원회는 더 많은 HIV 검사를 확립하고 예방 및 치료에 초점을 맞추고 미국 전역에서 HIV 치료를 확대하는 데 합의했지만, 이러한 변경 사항은 이 기간 동안 실행되지 않았으며 위원회 권장 사항은 대부분 무시되었다.
HIV 발병에 대응하기 위한 또 다른 시도는 1996년에 빌 클린턴 대통령이 국가 에이즈 전략을 수립했을 때 이루어졌지만, 로널드 레이건의 계획과 유사하게 국가 에이즈 전략은 성공적으로 시행되지 않았고 구체적인 실행 계획 없이 목표만 제시되었다고 평가받는다.
2010년, 버락 오바마 대통령은 연간 감염 수를 줄이고, 건강 격차를 줄이며, 자원과 HIV 치료에 대한 접근성을 높이는 것을 세 가지 주요 목표로 하여 미국을 위한 국가 HIV/AIDS 전략(NHAS)을 만들었다.
도널드 트럼프 대통령은 2019년 국정연설에서 2030년까지 미국에서 새로운 HIV 감염을 막겠다는 계획을 발표했지만 비평가들은 대통령의 건강 보험, 반이민자 및 반 트랜스젠더 정책에 대한 접근을 줄이는 정책이 이 목표를 저해한다고 지적했다. 의회는 도널드 트럼프 대통령 계획에 2억 9,100만 달러를 지원했다.

## 같이 보기
- 버그체이싱
- 뉴욕의 HIV/AIDS
- 대통령의 AIDS 긴급 구호 계획
- 분류:HIV/AIDS 행동주의
- 분류:HIV/AIDS 활동가
- 북아메리카의 HIV/AIDS